# 皮下氣腫
皮下氣腫（英語：Subcutaneous emphysema），亦被稱為組織氣腫，是指因空氣或氣體積存於皮下組織而形成的氣腫。皮下氣腫中的皮下是指位於皮膚表面下的組織，而氣腫則是指積存在皮下組織的氣體。皮下氣腫可以被簡稱為SCE或SE。由於人體內的空氣一般來自於胸腔，所以皮下氣腫通常在胸腔附近的部位出現，如胸部，頸部或面部。這些空氣通常沿著筋膜進入到其他組織。皮下氣腫摸上去的質感像脆米餅，按壓時會發出些微劈啪聲。這種聲音在醫學上被統稱為皮下捻發音。
醫學界對皮下氣腫的成因有不同的看法。第一個就皮下氣腫的成因作出假設的人是勒内·拉埃内克，他在1819年的報告中指出，皮下氣腫主要由皮膚創傷所做成。其後，路易·哈曼博士（Dr. Louis Hamman）於1939年指出，皮下氣腫亦會在產後婦女身上出現。因此，皮下氣腫亦被稱為哈曼綜合症。此外，L.麥克林（L. Macklin）、M.T.麥克林（M.T. Macklin）和C.C.麥克林（C.C. Macklin）於1939至1944年間，分別就皮下氣腫的病理學成因作進一步的研究及補充，因此皮下氣腫同時亦可被稱為麥克林綜合症。
呼吸或消化道上出現破損可導致皮下氣腫的出現。穿透性創傷（如槍傷或刀傷）亦會導致空氣進入體內並形成皮下氣腫，這種情況在胸腔及頸部附近特別常見。組織感染，如氣性壞疽可能會導致氣體被困在皮下組織，同樣會導致皮下氣腫形成。皮下氣腫在手術後偶爾亦會出現，這主要是因為手術過程中肺泡中的壓力高於其鄰近組織，導致氣體離開肺泡形成皮下氣腫。在外科手術中形成的皮下氣腫則被稱為手術氣腫（Surgical Emphysema）。
當胸腔引流管被血塊堵塞時，亦可能會導致皮下氣腫形成，這是因為肺部的空氣無法通過胸腔引流管離開胸腔而導致肺泡壓力急升，最後肺泡因壓力過大而破裂，裡面的空氣離開肺泡，並在皮下組織上集結成皮下氣腫。
成因不明及沒有危險的皮下氣腫則會被統稱為自發性皮下氣腫。皮下氣腫本身並不會造成任何生命危險，但有很多致命性問題的症狀，例如氣胸等。皮下氣腫本身通常並不需要任何治療，因為身體有能力將氣腫內的空氣重新吸入體內。但是，當氣腫本身對患者造成嚴重的不適及妨礙正常呼吸的話，醫生可以通過皮下插管等方式把氣腫內的氣體放出，以減少患者的不適。

## 症狀
皮下氣腫的症狀在不同成因下有所不同，常見的症狀包括有頸部腫脹、胸部疼痛、喉嚨痛、吞嚥困難、喘鳴及呼吸困難等。胸部X光檢查則可以顯示在胸腔縱隔內的氣腫，而某些較為明顯的皮下氣腫可以通過按壓皮膚來發現，質感通常像紙巾或米餅。氣腫內的氣泡經按壓後出現移位，並產生因氣泡破裂而發出的劈啪聲。氣腫內的小氣泡基本上無痛，摸上去很像一些小結節。如用手觸摸這些小氣泡則會使它們破裂並產生劈啪聲。在氣腫附近的組織通常會出現腫脹，而當氣腫出現在臉部時可能會使其出現明顯的腫脹。如果氣腫是在頸部出現的話，頸部會出現腫脹，患者亦可能會因此而變聲。在某些極端的情況，例如大量腫脹集中出現在頸部及胸部上，患者可能會感到呼吸困難。由於人體的皮下脂肪組織之間並沒有分隔，所以氣腫的氣泡可在體內自由活動，進入不同的部位，包括腹部及四肢。

## 成因

### 创伤
穿透性創傷，如刀傷等可能會導致皮下氣腫形成。有不少的皮下氣腫的成因都是由於患處曾經受過刀傷及槍傷。車禍的受害者通常在受撞擊的位置上被發現有皮下氣腫，這相信是由撞車時產生的巨大衝擊力所導致的。
胸部創傷是導致形成皮下氣腫的另一個主要原因，這主要是因為肺部內的空氣可能會在創傷中離開呼吸道進入胸腔壁的皮下組織。當胸腔膜被刺破後，空氣會離開肺部進入附近的胸腔壁的肌肉及脂肪組織，最後形成氣腫。肋骨骨折亦有可能撕裂壁層胸膜，令空氣離開胸腔進入皮下組織，形成氣腫。穿透性胸部創傷則是胸腔膜刺破的常見原因之一。
當肺泡破裂時，空氣離開肺泡並沿著胸膜下方流走，經過肺門、氣管，最後進入胸腔壁。這些氣體最後集結成皮下氣腫。肺泡破裂的情況在肋骨骨折並刺穿肺部時亦同樣會發生。事實上，有27%的肋骨骨折患者同時出現皮下氣腫。
皮下氣腫是氣胸（即空氣在胸腔內但肺部外出現）的常見症狀，氣胸可導致身體出現縱隔氣腫（Pneumomediastinum）及心包積氣（Pneumopericardium）（即空氣進入心包腔）。張力性氣胸（Tension pneumothorax）使空氣不斷在胸腔內積存，導致前胸附近的器官壓力過大，空氣亦同時通過已被肋骨刺穿胸膜進入附近的脂肪組織，形成氣腫。由氣胸所造成的氣腫通常會在患者的面部、頸部、胸部、腋下、或腹部出現。當皮下氣腫是由氣胸導致的時候，醫學界通常會稱之為哈曼綜合症。除此以外，誤吸足以刺穿呼吸道及影響肺部壓力的異物亦可能會造成皮下氣腫。
皮下氣腫亦可能是氣壓傷（Barotrauma）的徵狀，顯示肺部已被過大的壓力所傷，並且傷勢可能已經甚為顯著。這種現象在潛水受傷的患者中經常被發現。
除了肺部以外的呼吸道損傷，如支氣管破裂亦會造成皮下氣腫。空氣會從已破損的支氣管移動到頸部，或是從已破裂的氣管進入胸部的軟組織，兩者均有機會會形成氣腫。此外，面部骨骼骨折、腫瘤、哮喘發作、使用哈姆立克急救法（Heimlich Maneuver）以及分娩過程中亦有可能會形成皮下氣腫。事實上，大概每2000至100,000次分娩中便會有一名孕婦出現皮下氣腫。被由空氣驅動的氣動工具（Pneumatic tool）弄傷亦有可能造成皮下氣腫，即使傷口位於四肢亦不例外。除此以外，食道破裂亦是導致皮下氣腫的原因之一。事實上皮下氣腫是食道破裂的其中一個後期跡象。

### 手術
皮下氣腫是某些手術，例如胸腔外科手術的常見副作用。食道手術同時亦有可能造成氣腫，尤其是當手術需時較長的時候。在手術中使用正壓通氣（Positive Pressure Ventilation）亦是造成皮下氣腫的潛在因素，但其可能性則比較低。腹腔鏡檢查（Laparoscopy）及環甲膜切開術（Cricothyrotomy）亦有可能造成皮下氣腫。在肺切除手術中，整個肺部被切除，剩下的支氣管末端可能會有漏氣的現象，繼而導致皮下氣腫的出現。儘管這種情況非常罕見，但是其危險性卻極高。開胸手術亦會導致胸膜腔內的空氣洩漏，造成皮下氣腫。牙科手術也有零星的個案，這主要是因為過程中使用了由空氣驅動的高速工具，使空氣意外地進入口腔的皮下組織。以上提及因手術而造成的皮下氣腫通常會導致面部和頸部出現無痛的腫脹，按壓時會出現捻發音，並且可以在X光檢查中發現。
除了以上成因外，皮下氣腫的另一個主要原因是由於體內的胸腔引流管（Chest Tube）未能正常運作，而且通常會與氣胸同時出現。皮下氣腫亦是胸腔引流管異常運作，包括管道被堵塞，夾住或者是管道位置不當的信號。在這種情況下的解決方案就是立即更換管道，或者添加新的引流管（通常在大量空氣正在體內洩漏的情況下使用）。
由於呼吸機（Ventilator）會使氣胸的情況惡化，並且因空氣進入皮下組織而出現氣腫。機械通氣因此亦是導致皮下氣腫的其中一個常見因素。另一個可能造成皮下氣腫的原因是氣管出現破損。氣管切開術及氣管插管有可能導致氣管破損或穿孔，在部分情況下可能會有空氣離開氣管進入皮下組織形成氣腫。

### 感染
在壞死的表皮下可能會有空氣被困。因此，壞疽、氣性壞疽等壞死性感染有機會會導致皮下氣腫的出現。皮下氣腫同時是壞疽、尼埃壞疽的症狀之一。此外，傳染性生物體（Subcutaneous Emphysema）能夠在皮下組織發酵並產生氣體，這些氣體亦會形成氣腫。感染性肺氣腫若蔓延至肺部以外的地方，亦有可能造成該地方出現皮下氣腫。

## 病理生理學
由於筋膜將縱膈腔（Mediastinum）、腹膜後腔（Retroperitoneum）及頸部軟組織連接起來，所以空氣能夠從縱膈腔及腹膜後腔移動到頸部軟組織。當肺或氣道被被穿刺後，裡面空氣沿著血管周圍的鞘管進入縱隔腔，最後進入皮下組織形成皮下氣腫。
有部分意見認為自發性皮下氣腫是由於肺部壓力增加，繼而導致肺泡破裂所造成的。空氣從破裂肺泡進入間質組織，並沿著肺部血管進入縱隔腔，最後在頸部和頭部的皮下組織形成皮下氣腫。
自發性皮下氣腫的成因，則於1939至1944年間由L.麥克林、M.T.麥克林和C.C.麥克林發現，這樣的發現對現今醫學界來說，具有重大的意義，特別是對皮下氣腫的病理生理學。

## 診斷
由於皮下氣腫的特徵頗為明顯，所以大部分個案都能夠以簡單的方法被診斷出來。但是在個別案例中，皮下氣腫的特徵並不太明顯，增加了診斷工作的難度。醫學影像，例如X光檢查能夠與臨床觀察互相配合，協助醫生作出正確的診斷。在胸部X線檢查中，皮下氣腫以帶透亮（射線可透射）條紋的肌肉群呈現。由於皮下組織內的空氣可以在X光影像中被看到，所以令部分與皮下氣腫一同出現的症狀，如氣胸得以被同時發現。使用超聲波檢查亦會有類似的效果。另一方面，由於皮下氣腫的X光影像較氣胸清晰，加上皮下氣腫是氣胸的徵狀之一，所以皮下氣腫亦能夠用以推斷患者是否有氣胸。皮下氣腫在電腦斷層掃描中亦會以黑色的陰暗區域呈現。電腦斷層掃描的敏感程度足以讓醫生清楚看到皮下氣腫進入軟組織的確實位置。1994年，M.T.麥克林和C.C.麥克林共同發表了一份有關皮下氣腫的病理學報告，該報告深入探討嚴重哮喘病發與皮下氣腫之間的關係。此外，布爾哈夫綜合症（Boerhaave's syndrome）作為一種致命性疾病，通常也會造成皮下氣腫，但患者同時會感到不適、噁心、左胸疼痛。所以，通過檢查皮下氣腫進入軟組織的位置並配以臨床觀察，醫生便可能找出導致皮下氣腫的源頭。

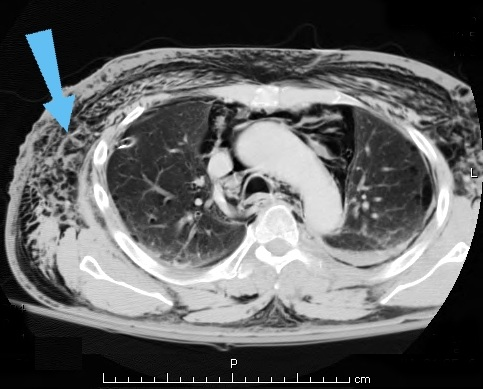
皮下氣腫內的氣泡（箭頭處）。
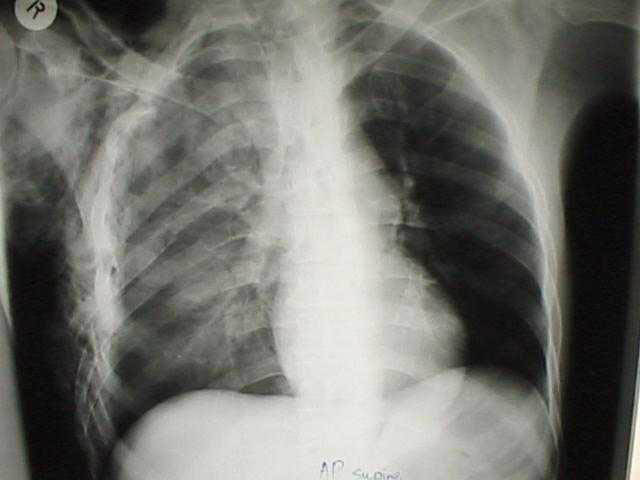
胸部X光圖：可見右肺上出現挫傷，附近的皮膚組織亦出現皮下氣腫。
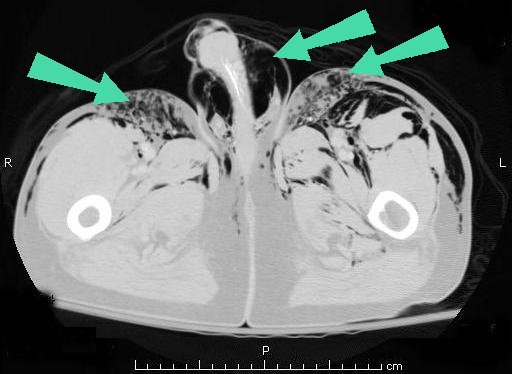
在電腦斷層掃描中患者腹部的皮下氣腫，以黑色陰影呈現（箭頭處）。

## 治療
皮下氣腫在大部分情況下都是良性的。因此，皮下氣腫普遍並不需要治療，但是小部分的氣腫可能會對患者造成嚴重的不適及妨礙正常呼吸。在這種情況下邊有需要動手術的可能。皮下氣腫在小部分的情況下會演變成大型的氣腫並對患者做成極大的不適，這些情況通常需要通過手術切除來解決。如果氣腫處於對於患者做成困擾部位上，如眼部附近的話，一般還是建議動手術將其切除。此外，皮下氣腫所產生的空氣阻力如果影響流向陰囊、陰唇、乳房或乳暈等地方的血管的話，血管堵塞情況可能導致在這些區域的皮膚出現局部壞死，這是由於上述組織需要快速且大量充血。有部分嚴重個案，例如皮下氣腫壓迫氣管便需要立即治療。
上述的嚴重個案大致上需要動小型手術來移除皮下氣腫，其中一種方法則為將導管放置在出現氣腫的皮下組織，以幫助釋放被困在裡面的空氣。另外，在出現氣腫的皮下組織上開孔，亦是將氣腫內氣體釋放出來的常見方法。如果皮下氣腫是由氣胸所導致的話，醫生通常會使用胸腔引流管來舒緩氣胸的症狀，同時避免空氣從胸腔進入附近的皮下組織，大幅減少形成皮下氣腫的機率。至於所用胸腔引流管的直徑及長度，則取決於氣胸的嚴重性，以及積存在皮下組織的氣體數量。在引流管的末端使用抽吸機（Suction），亦能夠幫助加快吸走氣胸內積存的氣體。醫生同時會使用特製的鉛筆在皮下氣腫的邊緣畫上記號，以幫助檢測治療進度。
需要治療及處理的皮下氣腫通常是其他疾病帶來的併發症。如果患者身上出現的僅是沒有危險的自發性皮下氣腫，則患者通常不需要任何特別治療，只需有充足的睡眠便可。值得一提的是，氧氣治療亦能夠幫助身體盡快吸收氣腫內的空氣。儘管自發性皮下氣腫並不需要特別治療，但因安全起見，醫生通常會要求病人留院以觀察病情的進展。

## 預後
在皮下氣腫內的空氣通常不會構成致命的威脅，這是因為身體有能力吸收體內少量的空氣。當導致皮下氣腫的氣胸及縱隔氣腫問題被解決後，即使是在沒有額外治療的情況下，身體仍然有能力自行消除氣腫。但是在個別案例中，皮下氣腫卻有可能危及性命，例如由呼吸機所引起的皮下氣腫，有可能會觸發致命性的呼吸衰竭。

## 歷史
歷史上第一個皮下氣腫的案例出現於1850年，該患者因嚴重咳嗽而導致身體出現氣腫。至於史上第一個自發性皮下氣腫的案例則於1900年出現，患者是一名英國皇家海軍陸戰隊的一名號兵，他在拔牙後仍然繼續演奏樂器，導致空氣經傷口進入他的臉部組織，形成氣腫。在此之後，另一名曾接受根管治療的美國海軍成員，因服役的潛艇加壓而導致空氣進入其臉部組織，繼而集結成氣腫。1995年，一名年輕女子因頸部疼痛而求醫，其後在X光檢查中發現該女子的頸部出現皮下氣腫並且有氣胸的情況，相信氣胸是導致患者出現皮下氣腫的原因。